# Menzelinsk
Menzelinsk (rusky Мензелинск, tatarsky Минзәлә) je město v Tatarstánu v Ruské federaci. Při sčítání lidu v roce 2010 měl přes šestnáct tisíc obyvatel.

## Poloha
Menzelinsk leží na levém břehu Menzelji nedaleko od jejího historického ústí do Iku, které je dnes pod hladinou vzdutí Dolnokamské přehradní nádrže na řece Kamě. Od Kazaně, hlavního města republiky, je Menzelinsk vzdálen bezmála 300 kilometrů východně.

## Dějiny
Menzelinsk vznikl v letech 1652–1656 jako opevněné sídlo a byl pojmenován podle řeky Menzelji, u které leží. Koncem sedmnáctého století se jednalo o nejvýznamnější pohraniční pevnost carského Ruska na úrovni Kamy.

### Rodáci
- Rustam Vasiljevič Tariko (* 1961), podnikatel